# 중광 (대종교)
중광(重光)이란 어둠에 잠겼던 대종교를 다시 밝히면서 광명세계를 이끈 한배검(단군)의 교단이 다시 이어졌다는 뜻으로 대종교의 제1세 교주인 홍암대종사 나철이 1909년 음력 1월 15일 단군대황조신위(檀君大皇祖神位)를 모시고 제천의 대례(大禮)를 행한 뒤 단군교포명서(檀君敎佈明書)를 공포한 것을 가리키는 말이다. 대종교는 반만년 전 단군이 세운 한민족의 고유 종교인 단군교를 이은 것인데 고려 원종(元宗) 때에 와서 단군교의 전통이 일시 끊겼던 것을 조선말 홍암대종사가 다시 드러내 밝힌 것에 불과한 것이라고 한다. 그것은 단군교 재건의 성격을 띠고 있는 것이지 대종교의 창립이라고는 할 수 없으므로 재건·중흥의 의미로 중광이라는 말을 쓴다. 
대종교가 중광한 장소는 국학인물연구소 조준희 소장에 의해 옛 취운정터 아래 가회동 14번지로 밝혀졌다.